# حوض برجی
حوض برجی مربوط به دوره صفوی است و در مشهد، فلکه آب، اول خیابان تهران، کوچه کربلا واقع شده و این اثر در تاریخ ۲۴ تیر ۱۳۸۲ با شمارهٔ ثبت ۹۲۵۳ به‌عنوان یکی از آثار ملی ایران به ثبت رسیده است.